# La niña de la mina
La niña de la mina és una pel·lícula mexicana de terror de l'any 2016, dirigida per Jorge Eduardo Ramírez i protagonitzada per Gerardo Taracena, Regina Blandón Jose Ángel Bichir i Fernanda Sasse. L'argument es basa en una llegenda creada nascuda arran d'un succés dissortat.

## Sinopsi
Després que una noia desapareix dins d'una mina a Guanajuato, Mateo Medina, un jove expert en enginyeria de mines i la seva companya Sara són contractats per a fer un diagnòstic de seguretat en les mines d'una gran empresa. En arribar al lloc descobriran una fosca llegenda que és la responsable dels brutals crims comesos dins dels seus túnels.

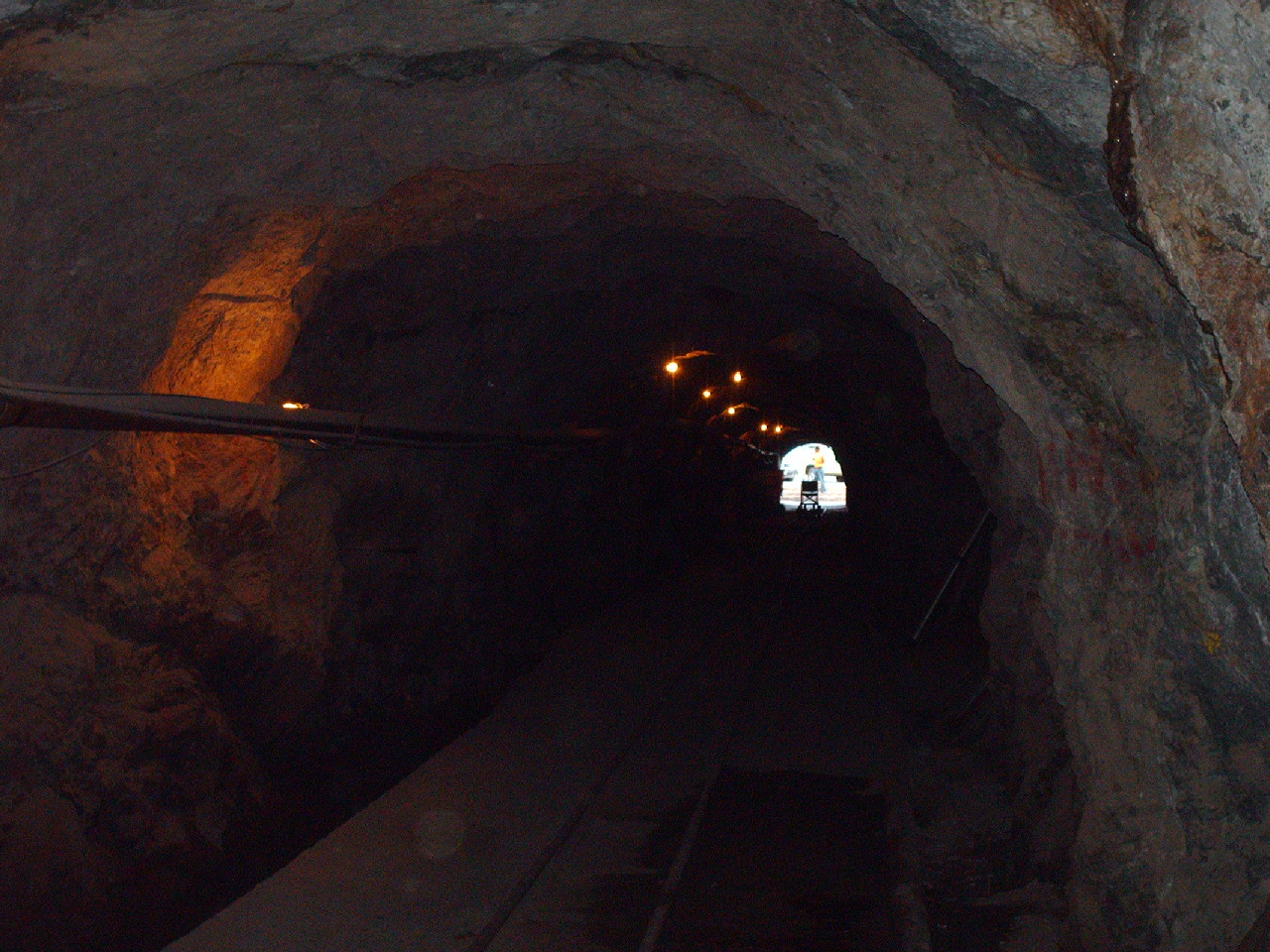
Gran part de la cinta transcorre a les mines de Guanajuato, Mèxic.

## Producció
La pel·lícula va ser filmada a les Mines «El Nopal», «Peñafiel» i «San Vicente»; a l'hotel «Villa Marín Cristina» i a centre històric de Guanajuato, Mèxic.
A León es va filmar a la plaça San Juan, en una vinateria, en una casa a la colònia Madero i a la morgue de l'Escola de Medicina. En la Ciutat de Mèxic es va filmar en una universitat. El rodatge de la cinta va durar 6 setmanes, i després es va treballar en la postproducció.

## Repartiment
- José Ángel Bichir com Mateo Medina
- Gerardo Taracena com Carlos
- Regina Blandón com Sara
- Eugenio Bartilotti com Jaime
- Ruy Senderos com Ricky
- Fernanda Sasse com La Niña De La Mina
- Victor Guggo Martin com Hamilton
- Paola Galina com Karen
- Álvaro Sagone com Forense
- Bárbara Islas com Pamela
- Sophie Gómez com Susana
- Daniel Martínez com Kaplan
- Andrea Verdeja com Ana
- Alejandro Islas com Juanito